# الحضن (صنعاء)

تعديل مصدري - تعديل

الحضن هي إحدى قرى الجمهورية اليمنية. وهي تتبع جغرافيًا لمحافظة صنعاء. وإداريًا لمديرية الحصن. يبلغ تعداد سكانها 1627 نسمة حسب الإحصاء الذي جرى عام 2004.